# ماندارین‌ها
ماندارین‌ها (به فرانسوی: les Mandarins) در سال ۱۹۵۴ توسط سیمون دو بووار نوشته شد. این رمان یکی از معروفترین رمان‌های سیمون دو بووار است. در سال ۱۹۵۴ جایزه گنکور را به خود اختصاص داد. در این رمان سیمون دوبوار طرز فکر گروهی از روشنفکران فرانسوی را که خود نیز مدتی در میان آنان بوده‌است را بعد از جنگ جهانی دوم و شروع جنگ سرد و جنگ الجزایر به نمایش می‌کشد و موجبات انتخاب راه سیاسی آنان را شرح می‌دهد. بخشی از این کتاب روابط خصوصی سیمون دو بووار و نلسون آلگرن را به تصویر می کشد و انتشار آن باعث رنجش آلگرن شد.
این کتاب در لیست روزنامه گاردین ( ۱۰۰۰ رمان که هر شخص باید بخواند) قرار دارد.
ترجمه فارسی این رمان با نام ماندارن‌ها توسط پرویز شهدی انجام و نشر دنیای نو آن را در سال ۱۳۸۲ منتشر کرد.